# Holotrichia furcifer
Holotrichia furcifer är en skalbaggsart som beskrevs av Gilbert John Arrow 1916. Holotrichia furcifer ingår i släktet Holotrichia och familjen Melolonthidae. Inga underarter finns listade i Catalogue of Life.